# Червоний, Логвин Данилович
Логвин Данилович Червоний (16 октября 1902, Грушка, Подольская губерния — 29 января 1980, Запорожье) — советский военачальник, генерал-майор (1.09.1943). Герой Советского Союза (6.04.1945).

## Начальная биография
Родился 16 октября 1902 года в семье крестьянина. Украинец. Получил неполное среднее образование. В 1916 году окончил начальное заводское училище. После Гражданской войны работал токарем на заводе «Имени 8 Марта» в городе Николаев.

## Военная служба

### Довоенное время
В ноябре 1924 года был призван в Красную Армию на срочную службу. Служил в 283-м стрелковом полку 95-й стрелковой дивизии Украинского военного округа (полк дислоцировался в городе Ананьев ныне Одесской области). В 1925 году окончил полковую школу, после чего служил командиром отделения, помощником командира взвода и старшиной полковой школы. В сентябре 1929 года откомандирован на учёбу, в 1930 году окончил курсы командиров-одногодичников при Одесской пехотной школе. В том же полку продолжил службу командиром взвода полковой школы, командиром роты, помощником начальника штаба полка. В 1931 году вступил в ВКП(б).
С мая 1936 года — исполняющий должность начальника начальника 4-й части штаба 95-й стрелковой дивизии (штаб находился в Котовске), в августе 1937 года вернулся в тот же полк командиром батальона. Но уже осенью был направлен учиться далее.
В 1937 году окончил Высшие стрелково-тактические Краснознамённые курсы усовершенствования офицерского состава пехоты «Выстрел», после чего вернулся в 95-ю стрелковую дивизию и служил помощником командира по строевой части 90-го стрелкового полка (бывший его «родной» 283-й стрелковый полк). Одновременно исполнял должности начальника курсов младших лейтенантов при штабе дивизии, а с мая 1939 — начальника оперативного отделения штаба дивизии. С сентября 1939 года командовал 406-м стрелковым полком 124-й стрелковой дивизии Киевского Особого военного округа. Принимал участие в польском походе РККА в Западную Украину в сентябре 1939 года, тогда дивизия действовала в составе 12-й армии. В марте 1940 года происходила реорганизация воинских частей, при которой полк и дивизия получили новые номера, и в результате Л. Д. Червоний, оставаясь в том же гарнизоне и кабинете, стал командиром 170-го стрелкового полка 58-й стрелковой дивизии. В этом качестве в июне-июле 1940 года он участвовал ещё в одном освободительном походе — в Бессарабию и Северную Буковину. В конце 1940 года полк переведён в город НадворнаяСтаниславской области.
170-й стрелковый полк под командованием Червония нёс службу в районе государственной границе с венгерским Закарпатьем. 17 июня на 12-ю пограничную заставу на реке Чёрная Тиса было совершено нападение немецких войск. Червоний отдал приказ полку об организации обороны и в течение четырёх дней полк не допустил прорыва противника в направлении Надворная — Станислав и Яремча — Коломыя.

### Великая Отечественная война

#### 1941 год
Участник Великой Отечественной войны с первого дня. Его полк участвовал в Львовско-Черновицкой стратегической оборонительной операции, прикрывая направление на Станислав. 1 июля 11-я немецкая армия из района Каменец-Подольского перешла в наступление, в ходе которого советская 12-я армия, в том числе и полк Червония, оказалась в тылу противника. Полк отступал с тяжёлыми боями к Чорткову, Дунаевцам и на линию Летичевского укрепрайона. Однако к 17 июля Летичевский укрепрайон противником был прорван, но в южной части укрепрайона в районе села Ялтушков Винницкой области держалась 58-я горнострелковая дивизия. В этот день при отражении очередной атаки противника на позиции 170-го стрелкового полка майор Червоний получил одно за другим два тяжелых ранения и был отправлен в госпиталь. Затем был эвакуирован в Кисловодск.
В декабре после лечения Червонию было присвоено звание подполковник, и он был назначен на должность исполняющего обязанности командира 49-й стрелковой дивизии, формировавшейся в Московском военном округе (г. Иваново).

#### 1942 год
28 февраля 1942 года Червонию было присвоено звание полковника. В марте он снова попал в госпиталь из-за старой раны, а в конце месяца назначен командиром формирующейся 257-й отдельной курсантской стрелковой бригады в том же округе. В апреле бригаду передали в 16-ю армию Западного фронта, а 6 июня — в состав 9-го гвардейского стрелкового корпуса (61-я армия, Западный фронт). В июле-августе бригада принимала участие в боях за посёлок Меркуловский и на реке Вытебеть, а в августе-сентябре — в районе станции Железница и посёлка Вейно. 18 октября бригада была переформирована в 51-ю отдельную лыжную бригаду того же корпуса, и полковник Червоний был назначен на должность её командира. Бригада держала оборону по линии Озёрский — Госьково.

#### 1943 год
13 марта был назначен на должность командира 342-й стрелковой дивизии 61-й армии. Вскоре дивизия в ходе успешных боёв освободила ряд населённых пунктов южнее города Белёв. За умелое командование дивизией в начале апреля полковник Червоний был награждён орденом Отечественной войны 2-й степени. В конце марта 342-я стрелковая дивизия была передислоцирована на рубеж реки Зуша на северный фас Курской дуги, а 13 мая передана в 3-ю армию Брянского фронта.
Во время Орловской наступательной операции 20 июля дивизия перешла в наступление. В этот же день дивизия достигла окраин Мценска и приняла участие в уличных боях по освобождению города. Затем дивизия участвовала в наступлении на Орёл. 5 августа город был освобождён, затем с участием дивизии освобождены более 200 других населённых пунктов. За эту операцию полковник Червоний был награждён орденом Красного Знамени.
В конце августа 342-я стрелковая дивизия передислоцирована в район города Людиново.
В ходе Брянской операции дивизия форсировала реку Десна в районе города Жуковка, освободив райцентр Клетня, а 22 сентября — город Мглин. На следующий день дивизия форсировала реку Ипуть, освободив посёлок Сураж. К 26 сентября дивизия вышла на территорию Белоруссии к посёлку Костюковичи. В этот же день 342-я стрелковая дивизия за героизм личного состава и отличное выполнение боевых задач командования получила гвардейское звание и была преобразована в 121-ю гвардейскую стрелковую дивизию.
Дивизия в ноябре приняла участие в Гомельско-Речицкой операции. Форсировав реку Сож, она прорвала оборону противника и освободила село Корма, к 25 ноября вышла к Днепру в районе города Рогачёв. За освобождение Гомеля 121-я гвардейская стрелковая дивизия получила почётное наименование «Гомельская», а гвардии генерал-майор Червоний был награждён орденом Суворова 2-й степени. Во время боёв севернее Гомеля Червоний был тяжело ранен, отказавшись эвакуироваться в госпиталь, лечился в дивизионном медсанбате. После двух месяцев лечения Червоний вернулся на должность командира дивизии.

#### 1944 год
В ходе Ровно-Луцкой операции с форсированием реки Случь в районе села Березно дивизия освободила город Костополь. 2 февраля был освобождён город Ровно, за что дивизия была награждена орденом Красного Знамени. Вскоре на шоссе Луцк — Львов была переброшена 121-я гвардейская стрелковая дивизия, где с февраля по июль оборонялась.
С началом 14 июля Львовско-Сандомирской операции дивизия под командованием Червония прорвала укреплённую полосу обороны противника «Восточный вал принца Евгения». В первый день наступления дивизия освободила посёлок Горохов. Через два дня был освобождён посёлок Радехов, и к 23 июля дивизия вышла к реке Сан, с форсированием которой дивизия освободила города Ярослав, Жешув и Пшеворск. За это наступление дивизия была награждена орденом Суворова 2-й степени, а Логвин Данилович Червоний — вторым орденом Красного Знамени.
1 августа дивизия форсировала реку Висла южнее города Сандомир. В дальнейших боях Червоний руководил действиями дивизии на Сандомирском плацдарме.

#### 1945 год
С началом 12 января Висло-Одерской операции дивизия по командованием Червония наступала на город Кельце во втором эшелоне, но с вводом противником 20-й моторизованной дивизии и отдельных частей 16-й и 17-й танковых дивизий ситуация стала критической и Червоний по собственной инициативе ввёл свою дивизию в бой. В результате этого были обеспечены стабилизация ситуации и освобождение 15 января города Кельце. Затем дивизия освободила город Пётркув, а 20 января форсировала реку Варта, выйдя на территорию Германии.
К вечеру 25 января передовые части дивизии вышли к Одеру севернее города Штейнау (ныне Сцинава). Червоний отдал приказ на форсирование реки и в ночь на 26 января первые штурмовые роты переправились через реку, но с утра следующего дня войска противника начали контратаки о ликвидации плацдарма, однако к 1 февраля плацдарм был значительно расширен в глубину (до 18 километров), а с юга пришли на помощь танки 4-й танковой армии. Занятый дивизией под командованием Червония плацдарм слился с плацдармом, захваченным танкистами и мотострелками у города Кёбен (ныне Хобеня).
12 февраля дивизия форсировала реку Бобер и 14 февраля освободила город Зорау (ныне Жары), а 19 февраля — посёлок Бенау (ныне Bieniów). 23 февраля дивизия вышла к реке Нейсе, которую не удалось сразу же форсировать.
Указом Президиума Верховного Совета СССР от 6 апреля 1945 года за образцовое выполнение боевых заданий командования на фронте борьбы с немецко-фашистскими захватчиками и проявленные при этом мужество и героизм гвардии генерал-майору Логвину Даниловичу Червонию присвоено звание Героя Советского Союза с вручением ордена Ленина (№ 36833) и медали «Золотая Звезда» (№ 4808).
В ходе Берлинской операции дивизия форсировала реку Нейсе, 20 апреля — реку Шпрее, а к 25 апреля она вышла к реке Эльба и начала освобождение города Виттенберг, взятый 27 апреля. За освобождение города дивизия была награждена орденом Ленина, а Червоний — орденом Кутузова 2-й степени.
В Пражской операции дивизия принимала участие в освобождении города Мост, населённого пункта Коморжа и к 8 мая вошла в город Хомутов, а к 11 мая — в город Карловы Вары.

### Послевоенная карьера
После войны командовал дивизией в Чехословакии в составе Центральной группы войск, затем выполнил её передислокацию в Львовский военный округ. В марте 1946 года сдал командование и убыл на учёбу. В январе 1947 года окончил Высшие академические курсы при Высшей военной академии имени К. Е. Ворошилова, после чего с марта 1947 года командовал 26-й механизированной дивизией (7-я гвардейская армия, Закавказский военный округ). С июля 1949 года служил на должности заместителя командира 24-го гвардейского стрелкового корпуса в Одесском военном округе. 18 мая 1950 года генерал-майор Л. Д. Червоний уволен в отставку по болезни.
Жил и работал в городе Запорожье. С коллективом авторов работал над созданием истории своей 121-й гвардейской стрелковой дивизии, книга вышла в свет через много лет после его кончины. Умер 29 января 1980 года. Похоронен на Капустяном кладбище в Запорожье.

## Награды
- Медаль «Золотая Звезда» Героя Советского Союза (6.04.1945);
- три ордена Ленина (6.04.1945; 15.11.1950; …);
- три ордена Красного Знамени (12.08.1943; 29.07.1944; 3.11.1944);
- орден Суворова 2-й степени (15.01.1944)[3];
- орден Кутузова 2-й степени (29.05.1945);
- орден Отечественной войны 2-й степени (2.04.1943);
- медаль «За освобождение Праги»;
- медаль «За победу над Германией в Великой Отечественной войне 1941—1945 гг.»;
- другие медали СССР;
- Военный крест 1939 года (Чехословакия)

Почётные звания
- Почётный гражданин города Ровно[источник не указан 1242 дня]
- Почётный гражданин города Мценск[4]

## Память
В честь Героя в районе Басова Кута города Ровно назван переулок.